# Raspenava
Raspenava är en stad i Tjeckien. Den ligger i distriktet Okres Liberec och regionen Liberec, i den norra delen av landet, 100 km nordost om huvudstaden Prag. Raspenava ligger 325 meter över havet och antalet invånare är 2 826.
Terrängen runt Raspenava är kuperad söderut, men norrut är den platt.Runt Raspenava är det ganska tätbefolkat, med 54 invånare per kvadratkilometer. Närmaste större samhälle är Liberec, 15,8 km söder om Raspenava. I omgivningarna runt Raspenava växer i huvudsak blandskog.